# Trikali phosphat
Trikali phosphat  là một muối hòa tan trong nước có công thức hóa học K3PO4. Nó có trọng lượng phân tử 212,27 g/mol ở dạng khan của nó. Hợp chất này hơi hút ẩm. Tuy nhiên, nó có một điểm nóng chảy rất cao 1380 °C, cho phép nó được làm nóng để loại bỏ nước mà không phân hủy muối. Trikali phosphat là một base mạnh và đã được sử dụng như một chất xúc tác cho nhiều phản ứng. Nó là một base vô cơ mạnh và đã được sử dụng như một chất xúc tác cho nhiều phản ứng. Nó là một muối tribasic có thể được sử dụng như một phụ gia thực phẩm hoặc để tạo thành các dung dịch đệm trong nước. Bên cạnh việc sử dụng nó như một chất xúc tác, nó cũng đã được sử dụng cho các đặc tính kháng khuẩn của nó. Nó được sử dụng như một phụ gia thực phẩm cho các thuộc tính của nó như là một chất nhũ hóa, chất tạo bọt và tác nhân tạo bọt. Kết hợp với axit béo, nó là một chất kháng khuẩn tiềm năng trong chế biến gia cầm. Nó là hợp chất khá rẻ so với các hợp chất clo khác như calci hypochlorite (Ca(OCl)2) và dung dịch natri hypochlorit (NaOCl) được sử dụng để tiêu diệt vi khuẩn trong nước. Là phân bón, tỷ lệ của nó N, P2O5, và K2O là 0-33-67.

## Tính chất

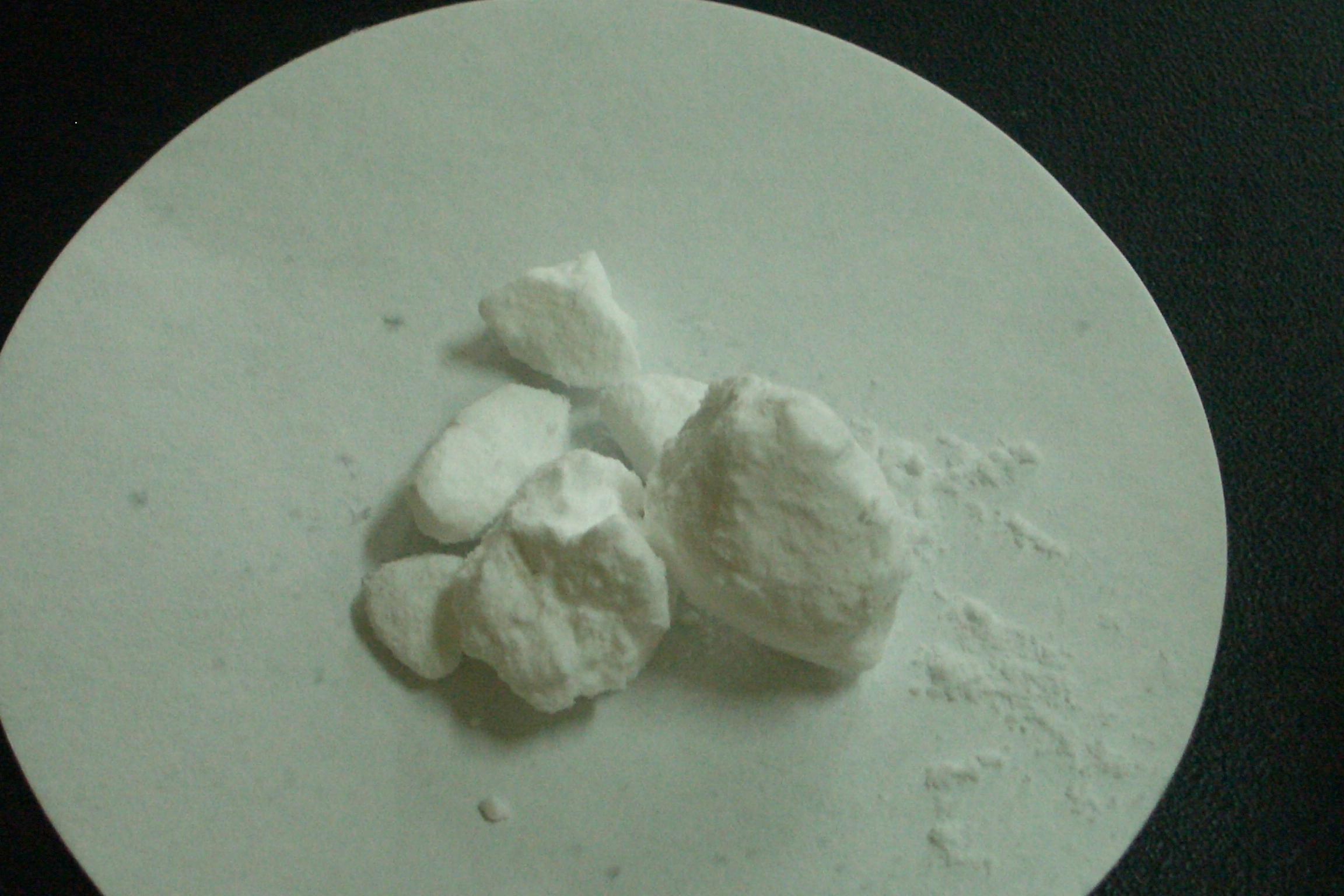
K3PO4

Trikali phosphat có thể không có màu đến có màu trắng và được tìm thấy dưới dạng tinh thể, vón cục hoặc dạng bột. Nó có điểm nóng chảy cao 1380 °C. Nó hơi hút ẩm. Trikali phosphat là một hợp chất vô cơ có tính base mạnh với độ pH 11.5－12.5.

## Điều chế
Trikali photpaht có thể được tạo ra bởi phản ứng của amoni phosphat ({\displaystyle {\ce {(NH4)3PO4}}}) với kali chloride ({\displaystyle {\ce {KCl}}}).
{\displaystyle {\ce {(NH4)3PO4 + 3KCl -> K3PO4 + 3NH4Cl}}}

## Sử dụng

### Chất xúc tác
Trikali phosphat đã được sử dụng làm chất xúc tác cho nhiều phản ứng hữu cơ. Đây là lựa chọn làm giảm chi phí và đã được sử dụng như một chất xúc tác hiệu quả để thay thế các lựa chọn thay thế đắt tiền hơn. Một số phản ứng được xúc tác bởi K3PO4 được liệt kê dưới đây: